# Swisscom Challenge 2001
Swisscom Challenge 2001 — жіночий тенісний турнір, що проходив на закритих кортах з килимовим покриттям Schluefweg у Цюриху (Швейцарія). Належав до турнірів 1-ї категорії в рамках Туру WTA 2001. Відбувсь увісімнадцяте й тривав з 15 до 21 жовтня 2001 року. Ліндсі Девенпорт здобула титул в одиночному розряді.

## Очки і призові

### Нарахування очок
| Дисципліна       | П   | Ф   | ПФ  | ЧФ | 1/8 | 1/16 | Q | Q3  | Q2  | Q1  |
| Одиночний розряд | 260 | 182 | 117 | 65 | 36  | 1    | ? | ?   | ?   | ?   |
| Парний розряд    | 260 | 182 | 117 | 65 | 1   | Н/Д  | ? | Н/Д | Н/Д | Н/Д |

### Призові гроші
| Дисципліна       | П        | Ф       | ПФ      | ЧФ      | 1/8     | 1/16   | Q3     | Q2     | Q1     |
| Одиночний розряд | $175,000 | $94,000 | $50,000 | $27,000 | $14,400 | $7,700 | $4,100 | $2,200 | $1,200 |
| Парний розряд *  | $55,000  | $29,550 | $15,800 | $8,450  | $4,500  | Н/Д    | Н/Д    | Н/Д    | Н/Д    |

* на пару

## Учасниці основної сітки в одиночному розряді

### Сіяні учасниці
| Країна    | Гравчиня            | Рейтинг1 | Сіяна |
| --------- | ------------------- | -------- | ----- |
| Швейцарія | Мартіна Хінгіс      | 1        | 1     |
| США       | Дженніфер Капріаті  | 2        | 2     |
| США       | Ліндсі Девенпорт    | 3        | 3     |
| YUG       | Єлена Докич         | 10       | 4     |
| Франція   | Наталі Тозья        | 11       | 5     |
| США       | Меган Шонессі       | 12       | 6     |
| Росія     | Олена Дементьєва    | 13       | 7     |
| Італія    | Сільвія Фаріна-Елія | 14       | 8     |
| Франція   | Сандрін Тестю       | 15       | 9     |

1 Рейтинг подано станом на 8 жовтня 2001.

### Інші учасниці
Нижче наведено учасниць, які отримали вайлдкард на участь в основній сітці:
- Ліна Красноруцька
- Надія Петрова
- Патті Шнідер

Нижче наведено гравчинь, які пробились в основну сітку через стадію кваліфікації:
- Даніела Гантухова
- Іва Майолі
- Марі-Гаяне Мікаелян
- Тетяна Панова

Такі тенісистки потрапили в основну сітку як Щасливі лузери:
- Жанетта Гусарова
- Александра Стівенсон

### Відмовились від участі
Перед початком турніру
- Мартіна Хінгіс (травма гомілковостопного суглобу)

## Учасниці основної сітки в парному розряді

### Сіяні пари
| Країна    | Гравчиня             | Країна     | Гравчиня              | Рейтинг1 | Сіяна |
| --------- | -------------------- | ---------- | --------------------- | -------- | ----- |
| США       | Кімберлі По-Мессерлі | Франція    | Наталі Тозья          | 11       | 1     |
| Швейцарія | Мартіна Хінгіс       | Росія      | Анна Курнікова        | знялись  | 2     |
| Аргентина | Патрісія Тарабіні    | Нідерланди | Кароліна Віс          | 56       | 3     |
| США       | Ліндсі Девенпорт     | США        | Ліза Реймонд          | 61       | 4     |
| США       | Мартіна Навратілова  | Іспанія    | Аранча Санчес Вікаріо | 62       | 5     |

1 Рейтинг подано станом на 8 жовтня 2001.

### Інші учасниці
Нижче наведено пари, які отримали вайлдкард на участь в основній сітці:
- Олена Дементьєва /  Ліна Красноруцька

Нижче наведено пари, що пробились в основну сітку через стадію кваліфікації:
- Оса Карлссон /  Марія Емілія Салерні

Пари, що потрапили в основну сітку як щасливі лузери:
- Надія Петрова /  Ірода Туляганова

### Відмовились від участі
Перед початком турніру
- Мартіна Хінгіс (травма гомілковостопного суглобу) → її замінила Petrova/Tulyaganova

## Фінальна частина

### Одиночний розряд
- Ліндсі Девенпорт —  Єлена Докич, 6–3, 6–1[1]

Для Девенпорт це був 6-й титул в одиночному розряді за сезон і 36-й - за кар'єру.

### Парний розряд
- Ліндсі Девенпорт /  Ліза Реймонд —  Сандрін Тестю /  Роберта Вінчі, 6–3, 2–6, 6–2

Для Девенпорт це був 31-й титул в парному розряді за кар'єру і 26-й - для Реймонд. Це був для них другий титул в складі однієї пари за сезон.